# Innocence Is No Excuse
Innocence Is No Excuse är det brittiska heavy metal-bandet Saxons sjunde studioalbum, utgivet den 2 september 1985. Låten "Broken Heroes" blev en hit.

## Låtförteckning
| 1. | Rockin' Again       | Biff Byford, Graham Oliver, Steve Dawson           | 5:12 |
| 2. | Call of the Wild    | Byford, Paul Quinn, Oliver, Dawson, Nigel Glockler | 4:03 |
| 3. | Back on the Streets | Byford, Quinn, Oliver, Dawson, Glockler            | 3:59 |
| 4. | Devil Rides Out     | Byford, Dawson                                     | 4:23 |
| 5. | Rock 'n' Roll Gypsy | Byford, Dawson                                     | 4:13 |

| 6.  | Broken Heroes                 | Byford, Dawson                          | 5:27 |
| 7.  | Gonna Shout                   | Byford, Quinn, Oliver, Dawson, Glockler | 3:58 |
| 8.  | Everybody Up                  | Byford, Dawson                          | 3:28 |
| 9.  | Raise Some Hell               | Byford, Dawson                          | 3:40 |
| 10. | Give It Everything You've Got | Byford, Quinn, Oliver, Dawson, Glockler | 3:27 |

## Musiker
- Biff Byford – sång
- Graham Oliver – gitarr
- Paul Quinn – gitarr
- Steve Dawson – basgitarr
- Nigel Glockler – trummor